# لنز کانن ئی‌اف ۱۷–۴۰میلی‌متر
لنز کانن ئی‌اف ۱۷–۴۰میلی‌متر (به انگلیسی: Canon EF 17–40mm lens) نام لنز دوربین عکاسی از نوع زوم است که توسط شرکت کانن تولید می‌شود. فاصلهٔ کانونی این لنز ۱۷ تا ۴۰ میلی‌متر، دیافراگم آن دارای ۷ تیغه و ضریب اف آن اف ۴ تا اف ۲۲ است. این لنز در سال ۲۰۰۳ میلادی تولید و عرضه شده‌است.